# Mário Marques
Mário da Silva Marques (ur. 23 września 1901 w Almadzie, zm. w 1989) – portugalski pływak, pierwszy reprezentant Portugalii w pływaniu na igrzyskach olimpijskich.
Reprezentował Pierwszą Republikę Portugalską podczas VIII Letnich Igrzyskach Olimpijskich w 1924 roku w Paryżu, gdzie wystartował w jednej konkurencji pływackiej. Na dystansie 200 metrów stylem klasycznym wystartował w piątym wyścigu eliminacyjnym. Zajął w nim, z czasem 3:32,4; szóste miejsce, co oznaczało dla niego koniec rywalizacji.